# 롱비치 아이스독스
| 롱비치 아이스독스 |                                   |
| 콘퍼런스          | 내셔널 콘퍼런스 (2006년~2007년)   |
| 디비전            | 퍼시픽 디비전 (2006년~2007년)     |
| 설립연도          | 1990년 2006년 (ECHL 가입)         |
| 해체연도          | 2007년                            |
| 역사              | 롱비치 아이스독스 (1990년~2007년) |
| 경기장            | 롱비치 스포츠 아레나              |
| 연고지            | 캘리포니아주 롱비치               |
| 상징색            | 감색, 금                          |
| 구단주            |                                   |
| 단장              |                                   |
| 감독              |                                   |
| NHL 제휴          |                                   |
| AHL 제휴          |                                   |
| 정규시즌 우승     |                                   |
| 콘퍼런스 우승     |                                   |
| 디비전 우승       |                                   |
| 켈리 컵           |                                   |
| 영구 결번         |                                   |

롱비치 아이스독스(Long Beach Ice Dogs)는 미국 캘리포니아주 롱비치를 연고지로 하는 2006년부터 2007년까지 ECHL 소속되었던 아이스 하키팀이다.

## 역대 홈경기장
| 경기장               | 사용기간      | 수용인원 | 장소                | 비고 |
| -------------------- | ------------- | -------- | ------------------- | ---- |
| 롱비치 아이스독스    |               |          |                     |      |
| 롱비치 스포츠 아레나 | 1990년~2007년 | 11,200명 | 캘리포니아주 롱비치 | 빈칸 |